# برنارد هامس
برنارد هامس (انگلیسی: Bernard Mammes; ۳ سپتامبر ۱۹۱۱ – ۲۷ فوریهٔ ۲۰۰۰) دوچرخه‌سوار اهل ایالات متحده آمریکا بود. وی در بازی‌های المپیک تابستانی ۱۹۳۲ شرکت کرده است.